# Hyundai Engineering & Construction Hillstate Volleyball Club
Lo Hyundai Engineering & Construction Hillstate Volleyball Club (in coreano 현대건설 힐스테이트 배구단) è una società pallavolistica femminile sudcoreana, avente sede a Suwon e militante nel massimo campionato sudcoreano, la V-League; il club appartiene all'azienda Hyundai Engineering & Construction

## Rosa 2015-2016
| N° | Nome            | Ruolo | Data di nascita   | Nazionalità sportiva |
| -- | --------------- | ----- | ----------------- | -------------------- |
| 3  | Yeum Hye-seon   | P     | 3 febbraio 1991   | Corea del Sud        |
| 4  | Hwang Youn-joo  | S/O   | 13 agosto 1986    | Corea del Sud        |
| 5  | Bak Hye-mi      | L     | 19 agosto 1996    | Corea del Sud        |
| 6  | Jeong Da-eun    | C     | 20 ottobre 1991   | Corea del Sud        |
| 7  | Go Yu-min       | S     | 9 febbraio 1995   | Corea del Sud        |
| 8  | Kim Yeon-Kyeon  | L     | 1º dicembre 1993  | Corea del Sud        |
| 9  | Bak Kyeong-yeon | S     | 25 luglio 1997    | Corea del Sud        |
| 10 | Lee Ye-rim      | S     | 10 gennaio 1998   | Corea del Sud        |
| 11 | Han Yu-mi       | S     | 5 febbraio 1982   | Corea del Sud        |
| 12 | Jeong Mi-seon   | S     | 19 maggio 1994    | Corea del Sud        |
| 13 | Kim Se-young    | C     | 4 giugno 1981     | Corea del Sud        |
| 14 | Yang Hyo-jin    | C     | 14 dicembre 1989  | Corea del Sud        |
| 15 | Kim Seon-hui    | C     | 18 settembre 1997 | Corea del Sud        |
| 16 | Kim Ju-ha       | S     | 24 aprile 1992    | Corea del Sud        |
| 17 | Emily Hartong   | S     | 4 febbraio 1992   | Stati Uniti          |
| 19 | Lee Da-yeong    | P     | 15 ottobre 1996   | Corea del Sud        |

## Palmarès
- Campionato sudcoreano: 2

2010-11, 2015-16
- Coppa KOVO: 2

2006, 2014

## Denominazioni precedenti
- 1977-2005: Hyundai Engineering & Construction Volleyball Club (현대건설 여자배구단)
- 2005-2009: Hyundai Engineering & Construction Green Fox Volleyball Club (현대건설 그린폭스 그린폭스)